# Gaceta de Cataluña
La Gaceta de Cataluña fue un diario de tendencia política conservadora publicado en español en Barcelona, desde el 1 de agosto de 1878 hasta el 31 de octubre de 1883. Cuando se celebró el Primer Congreso Catalanista de 1880 mantuvo una polémica con el Diari Català de Valentín Almirall, y consiguió que este último diario fuese suspendido porque con su respuesta atacaba el principio de la unidad nacional de España.